# Compagnie française des câbles télégraphiques
Pour les articles homonymes, voir CFTL.
La Compagnie française des câbles télégraphiques (CFCT) est une société française créée en 1890 pour regrouper les sociétés françaises du secteur et opérer une liaison transatlantique par câble, qui fut effectuée en 1897, permettant pour la première fois à l’industrie française d'assumer l’ensemble des responsabilités d'une opération de ce type.

## Historique
La Compagnie française des câbles télégraphiques (CFCT) avait été créée le 12 décembre 1890 et devait assurer son développement par la pose d’un nouveau câble transatlantique, au départ de Brest. Sa seconde mission est d'absorber deux autres sociétés françaises du secteur, toutes les deux en difficulté: la Société française des télégraphes sous-marins fondée en 1888, et la Compagnie française du télégraphe de Paris à New-York, plus ancienne car datant de 1879. Ce mouvement de fusion sera effectif en 1895, cinq ans après sa création. La nouvelle société a pour actionnaire la Banque de Paris et des Pays-Bas, qui se spécialise alors dans le secteur des médias.
En 1897, la fabrication et la pose du câble furent confiées à la Société industrielle des téléphones (SIT), basée à Bezons (Yvelines). En raison des retards pris dans les travaux, le cours de l’action chuta pour atteindre une valeur quasiment nulle en 1904, avant de se reprendre dans les années qui suivirent.
Lors de l'éruption de la montagne Pelée, un événement dramatique qui se produisit le 8 mai 1902, trois navires câbliers étaient en baie de Saint-Pierre à la Martinique. Deux sont détruits et le troisième, appartenant à la Compagnie française des câbles télégraphiques, échappe au drame, ce qui lui permet de participer au sauvetage des habitants du village Prêcheur. L'équipage sera le témoin privilégié des événements dramatiques.

## Sources
- Des archives de cette société sont conservées aux Archives nationales, sur le site de Pierrefitte-sur-Seine, sous le numéro de versement 20020210 [sous-série 129AS]  :  (Inventaire du fonds).